# Netelia levisulca
Netelia levisulca är en stekelart som beskrevs av Kaur och Jonathan 1979. Netelia levisulca ingår i släktet Netelia och familjen brokparasitsteklar. Inga underarter finns listade i Catalogue of Life.